# Équipe des îles Féroé espoirs de football
Maillots
Actualités
L'Équipe des îles Féroé espoirs de football est une équipe représentant les îles Féroé chez les joueurs de moins de 21 ans. Elle est gérée par la Fédération des îles Féroé de football. L'équipe a été fondée en 2006 et a pris part aux qualifications pour l'Euro espoirs pour la première fois en 2007. Avant cette date, il n'y avait pas d'équipe entre les -19 et les séniors.

## Histoire
Il est annoncé, en 2006, que les îles Féroé allaient posséder une équipe espoirs (ou -21 ans). Ainsi, toutes les catégories d'âge seront représentées dans ce petit État. Au début de l'année 2007, deux entraîneurs sont nommés par la fédération féroïenne : Heðin Askham et Bill McLeod Jacobsen. Ils ont tous deux managé plusieurs équipes de jeunes avant de se voir attribuer ce poste. Une première liste de 30 joueurs est alors établie, mais seulement 20 d'entre eux sont conservés pour les premiers matchs, contre la Croatie et l'Albanie. Après avoir perdu le premier match 2-0, ils s'inclinent sur le plus petit des écarts (1-0) face à l'Albanie, un but encaissé sur pénalty. Il a fallu attendre le 4e match pour voir les Féroïens l'emporter, c'était à Toftir face à l'Azerbaïdjan. Le seul autre point obtenu dans cette phase de qualification est lors du match retour à Bakou (2-2). Les îles Féroé termineront cinquièmes du groupe, un point devant les Azéris.
Lors des qualifications pour l'Euro 2011, les îles Féroé ont remporté, le 9 juin, une grande victoire, contre la Russie (1-0). Ce match a été suivi par un résultat nul lors de la réception de la Moldavie (1-1). Après trois défaites, contre la Lettonie (1-3), en Russie (2-0) et en Roumanie (3-0), les îles Féroé l'emportent 0-1 au match retour en Lettonie. Ils enchainent ensuite avec un nul en Andorre (1-1) et une victoire lors de la réception de ces derniers (3-1). Les Féroïens termineront cette campagne de qualifications par une défaite en Moldavie, 1-0. L'équipe terminera de nouveau à l'avant-dernière place de son groupe, avec 11 points.
Lors des qualifications pour le Championnat d'Europe 2013, les deux premiers matchs sont disputés contre l'Irlande du Nord. Le premier se conclut sur un score nul, grâce au pénalty sauvé par Conor Devlin, le gardien nord-irlandais, à la 90+2e. Les matchs suivants seront beaucoup plus compliqués : une défaite lors de la réception de la Serbie (0-2), lors des déplacements en Irlande du Nord (4-0), en Serbie (5-1), au Danemark (4-0) et en Macédoine (1-0). Les deux seuls autres points obtenus ont été récoltés lors de l'accueil de la Macédoine le 1er juin 2012 (1-1) et du Danemark le 15 août, sur le même score. Les îles Féroé terminent logiquement à la dernière place du groupe.

## Palmarès

### Parcours enChampionnat d'Europe
L'équipe des Îles Féroé n'a jamais participée à la phase finale du Championnat d'Europe espoir. 
| Année | Position    |      | Année       | Position |              | Année | Position |
| 1978  | Non inscrit | 1994 | Non inscrit | 2009     | Non qualifié |       |          |
| 1980  | Non inscrit | 1996 | Non inscrit | 2011     | Non qualifié |       |          |
| 1982  | Non inscrit | 1998 | Non inscrit | 2013     | Non qualifié |       |          |
| 1984  | Non inscrit | 2000 | Non inscrit | 2015     | Non qualifié |       |          |
| 1986  | Non inscrit | 2002 | Non inscrit | 2017     | Non qualifié |       |          |
| 1988  | Non inscrit | 2004 | Non inscrit | 2019     | Non qualifié |       |          |
| 1990  | Non inscrit | 2006 | Non inscrit | 2021     | Non qualifié |       |          |
| 1992  | Non inscrit | 2007 | Non inscrit | 2023     | Non qualifié |       |          |

| Résultats des Îles Féroé lors des éliminatoires au Championnat d'Europe Espoir |               |        |            |     |    |    |    |    |    |     |      |
| Année                                                                          | Parcours      | Groupe | Classement | Pts | J  | G  | N  | P  | BP | BC  | DB   |
| 2009                                                                           | Éliminatoires | 1      | 5e sur 6   | 4   | 10 | 1  | 1  | 8  | 5  | 18  | -13  |
| 2011                                                                           | Éliminatoires | 1      | 5e sur 6   | 11  | 10 | 3  | 2  | 5  | 8  | 16  | -8   |
| 2013                                                                           | Éliminatoires | 4      | 5e sur 5   | 3   | 8  | 0  | 3  | 5  | 3  | 18  | -15  |
| 2015                                                                           | Éliminatoires | 6      | 5e sur 5   | 4   | 8  | 1  | 1  | 6  | 9  | 23  | -14  |
| 2017                                                                           | Éliminatoires | 7      | 6e sur 6   | 1   | 10 | 1  | 1  | 8  | 3  | 28  | -25  |
| 2019                                                                           | Éliminatoires | 3      | 6e sur 6   | 7   | 10 | 1  | 4  | 5  | 10 | 20  | -10  |
| 2021                                                                           | Éliminatoires | 6      | 5e sur 6   | 9   | 10 | 3  | 0  | 7  | 11 | 25  | -14  |
| 2023                                                                           | Éliminatoires | H      | 4e sur 6   | 10  | 10 | 2  | 4  | 4  | 6  | 12  | -6   |
| Total                                                                          | Total         | Total  | Total      | 52  | 76 | 12 | 16 | 48 | 55 | 160 | -105 |
| - Meilleure performance - Pire performance                                     |               |        |            |     |    |    |    |    |    |     |      |

## Équipe actuelle
Cette liste représente les joueurs appelés pour disputer les éliminatoires du Championnat d'Europe de football espoirs 2023 contre l'Ukraine et la Serbie les 1 et 7 juin 2022.

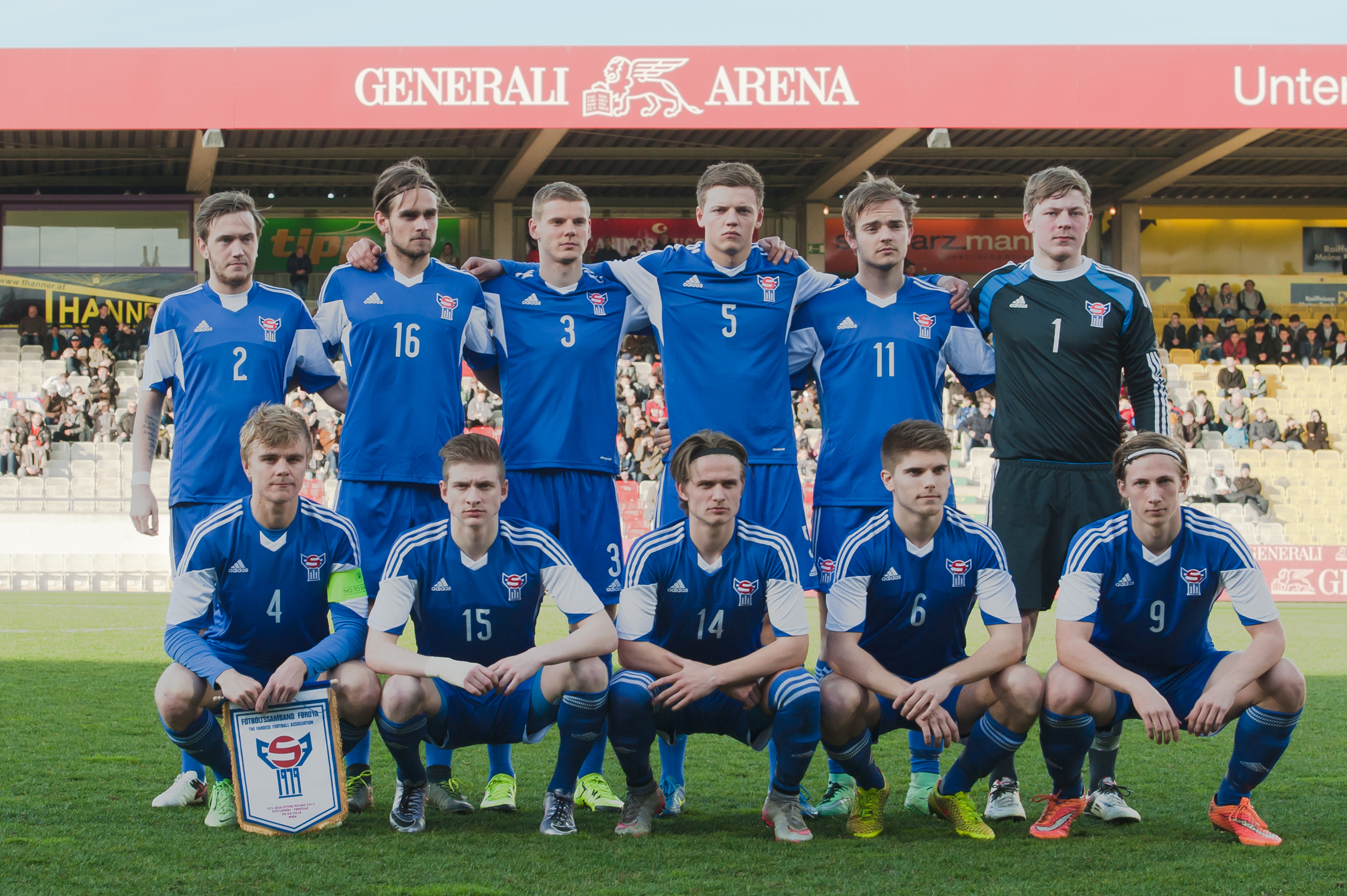
2016

| Pos | Nom                  | Date de naissance | Sélections | Buts | Club          |  |
| --- | -------------------- | ----------------- | ---------- | ---- | ------------- |  |
| GB  | Bjarti Mørk          | 7 juin 2001       | 3          | 0    | HB Tórshavn   |  |
| GB  | Bárður á Reynatrøð   | 8 janvier 2000    | 6          | 0    | Víkingur Gøta |  |
|     |                      |                   |            |      |               |  |
| DÉF | Samuel Chukwudi      | 25 juin 2003      | 7          | 0    | Union SG      |  |
| DÉF | Meinhard Geyti       | 3 avril 2001      | 0          | 0    | NSÍ Runavík   |  |
| DÉF | Lukas Giessing       | 9 mai 2000        | 16         | 0    | Nykøbing FC   |  |
| DÉF | Elias Rusborg        | 10 janvier 2003   | 1          | 0    | Hvidovre IF   |  |
|     |                      |                   |            |      |               |  |
| ML  | Olaf Bárðarson       | 20 octobre 2003   | 0          | 0    | Víkingur Gøta |  |
| ML  | Magnus Jacobsen      | 23 mai 2000       | 9          | 0    | B36 Tórshavn  |  |
| ML  | Áki Johannesen       | 11 novembre 2002  | 5          | 0    | B68 Toftir    |  |
| ML  | Noah Mneney          | 6 décembre 2002   | 6          | 0    | Víkingur Gøta |  |
| ML  | Stefan Radosavljevic | 8 septembre 2000  | 17         | 5    | HB Tórshavn   |  |
| ML  | Pætur Skipanes       | 20 octobre 2000   | 8          | 0    | NSÍ Runavík   |  |
| ML  | Ragnar Skála         | 5 septembre 2000  | 4          | 0    | AB Argir      |  |
| ML  | Símun Sólheim        | 25 février 2001   | 8          | 0    | B36 Tórshavn  |  |
| ML  | Gullbrandur Øregaard | 18 juillet 2002   | 5          | 0    | Sandnes Ulf   |  |
|     |                      |                   |            |      |               |  |
| AT  | Jóhann Joensen       | 17 août 2001      | 0          | 0    | EB/Streymur   |  |
| AT  | Andrass Johansen     | 16 novembre 2001  | 5          | 1    | B36 Tórshavn  |  |
| AT  | Poul Kallsberg       | 4 février 2003    | 0          | 0    | Skála IF      |  |
| AT  | Steffan Løkin        | 13 novembre 2000  | 8          | 1    | B68 Toftir    |  |
| AT  | Áki Samuelsen        | 17 avril 2004     | 5          | 0    | HB Tórshavn   |  |